# Garrulax strepitans
Garrulax strepitans là một loài chim trong họ Leiothrichidae.
Loài chim này được tìm thấy ở Vân Nam, Lào, Myanmar và Thái Lan. Môi trường sống tự nhiên của chúng là các khu rừng đất thấp ẩm nhiệt đới hoặc cận nhiệt đới và rừng trên núi ẩm nhiệt đới hoặc cận nhiệt đới.

## Mô tả
Chim trưởng thành dài khoảng 32 cm và có túm lông đỉnh đầu màu hạt dẻ, mặt và cổ họng màu nâu đen và lông cổ trắng khá rộng ngăn cách chúng với cơ thể. Bộ lông chung có màu xám nâu nhạt. Mống mắt sẫm màu, mỏm và chân màu xám. Chúng có tiếng kêu như tiếng cười.